# Marsdenia cubensis
Marsdenia cubensis är en oleanderväxtart som beskrevs av Porphir Kiril Nicolai Stepanowitsch Turczaninow. Marsdenia cubensis ingår i släktet Marsdenia och familjen oleanderväxter. Inga underarter finns listade i Catalogue of Life.